# ЈКП „Београдске електране”
 ЈКП „Београдске електране” је које производи и дистрибуира топлотну енергију. Као јавно комунално предузеће основано је 1989. године.

## Опште информације
Предузеће је почело са радом 21. децембра 1965. године, када је почело централизовано снадбевање топлотном енергијом, а од 22. децембра 1989. године ради као јавно комунално предузеће. Седиште предузећа је на адреси Савски насип 11 на Новом Београду.
До 31. децембра 2023. године, предузеће је имало 1956. запослених радника. Према Уредби о класификацији делатности која је објављена у Службеном гласнику Србије, претежна делатност овог предузећа је снабдевање паром и климатизација. Поред тога, обавља и друге делатности као што су производња термоелектричне енергије, дистрибуција и управљање дистрибутивним системом и јавним снабдевањем природним гасом, оправка, одржавање и реконструкција постројења, опреме и уређаја за производњу и дистрибуцију топлотне и електричне енергије, техничка испитивања и анализе и др.
Укупан номинални инсталисани капацитет са којим располаже предузеће је 2.819 MW, док је дужина топловодне мреже око 800 км, 1600 са повратним водоводима, са око 9.400 топлотних предајних станица.
Од укупно инсталисаних капацитета у 15 топлана и 18 котларница,које су у систему „Београдских електрана“, више од 96 одсто користи природни гас у процесу производње топлотне енергије.
Гашењем индивидуалних и блоковских котларница значајно је смањена потрошња осталих врста енергената, превасходно мазута и угља, док се из године у годину повећава потрошња еколошких прихватљивијих енергената природног гаса, компримованог гаса, екстра лаког гасног уља и биомасе (пелет и брикет).
Око 200 котларница које су биле у систему „Београдских електрана“ су угашене од 1987. до 2020. године, док је више од 1.000 котларница, које нису биле у систему „Београдских електрана“, угашено, а потрошачи повезани на систем даљинског грејања.